# O-11
La O-11 o Autovía urbana "Acceso Este a Oviedo" es una autovía urbana de 1,2 km de longitud en entorno urbano y dependiente del Ministerio de Transportes, Movilidad y Agenda Urbana, que une enlace A-66 con la Plaza del Cardenal Tarancón (Oviedo), que comprende la Autovía Ruta de la Plata (A-66).
La O-11 es un ramal de doble calzada en ambos sentidos como un enlace al Este de Oviedo, como parte del tramo Matalablima - Otero que se abrió en el verano del año 1993. Situado en el enlace 29 de la Autovía Ruta de la Plata (A-66).

## Tramos
| Denominación | Tramo                                    | Año servicio | Longitud (km) |
| ------------ | ---------------------------------------- | ------------ | ------------- |
| O-11         | A-66 Otero - Plaza del Cardenal Tarancon | 1993         | 0,740         |